# Difoszfor
A difoszfor P2 a foszfor egyik allotrop módosulata. A stabil, hármas kötést tartalmazó N2 molekulával ellentétben a P2 reakciókészsége nagy. A foszfor a tetraéderes P4 formában stabilabb, mivel a P2-ben a pi-kötések gyengék. Disszociációs energiája 117 kcal/mol vagy 490 kJ/mol, ami a dinitrogénének a fele. A P2-ben a kötési távolság 1,8934 Å.
Difoszfort fehérfoszfor 1100 K hőmérsékletre hevítésével lehet előállítani. Mindemellett előrelépések történnek a molekula szobahőmérsékleten, normál körülmények között homogén oldatban történő előállítása terén is, valamilyen – például volfrám vagy nióbium centrumú – átmenetifém-komplex segítségével.
A molekula iránt 2006-ban bontakozott ki nagy érdeklődés, amikor egy új szintézismódszert dolgoztak ki az előállítására, mely már enyhébb körülmények között is elvégezhető.
Ez a módszer a nitrogén azidokból – nitrénképzésen keresztül – történő kiűzésének egyik változata. A difoszfor prekurzorának szintézise terminális nióbium-foszfid és klóriminofoszfán reakcióján alapul:
Ha ezt a vegyületet 1,3-ciklohexadiénben, mint oldó- és csapdázószerben 50 °C-ra melegítik, akkor reaktív difoszfor lép ki, mely kettős Diels–Alder-adduktumot és nióbium-imido vegyületet képez:
Ugyanez az imido vegyület keletkezik akkor is, ha a hőbontást toluolban végzik, de a keletkező difoszfor sorsa ekkor nem ismert.
Felmerült, hogy a P4 fotolízise során köztitermékként P2 keletkezik, és hogy 2,3-dimetilbutadién jelenlétében újra difoszfán képződik. Mindezidáig azonban nincs közvetlen bizonyíték arra nézve, hogy a P4 fotolízise során P2 keletkezne.

## Fordítás
Ez a szócikk részben vagy egészben  a   Diphosphorus című angol Wikipédia-szócikk ezen változatának fordításán alapul.  Az eredeti cikk szerkesztőit annak laptörténete sorolja fel. Ez a jelzés csupán a megfogalmazás eredetét és a szerzői jogokat jelzi, nem szolgál a cikkben szereplő információk forrásmegjelöléseként.